# Girardot (Cojedes)
Girardot is een gemeente in de Venezolaanse staat Cojedes. De gemeente telt 12.500 inwoners. De hoofdplaats is El Baúl.